# EVA Air
EVA Airways Corporation (кит. трад. 長榮 航空, піньїнь: Chángróng hángkōng, акад. Чанжун ханкун) — тайваньська міжнародна авіакомпанія, що базується в аеропорту Тайань-Таоюань. Компанія надає пасажирські та вантажні авіаперевезення більш ніж в 40 напрямках Азії, Австралії, Європи і Північної Америки. Штаб-квартира авіакомпанії знаходиться в місті Таоюань. EVA Air є другою за величиною тайванською авіакомпанією після China Airlines.
Парк літаків складається з Airbus A330, Boeing 747, Airbus A321 і Boeing 777 — для пасажирських перевезень і Boeing 747 - для вантажних маршрутів. Авіакомпанія була однією з перших, яка ввела преміум економклас на Boeing 777.

## Історія

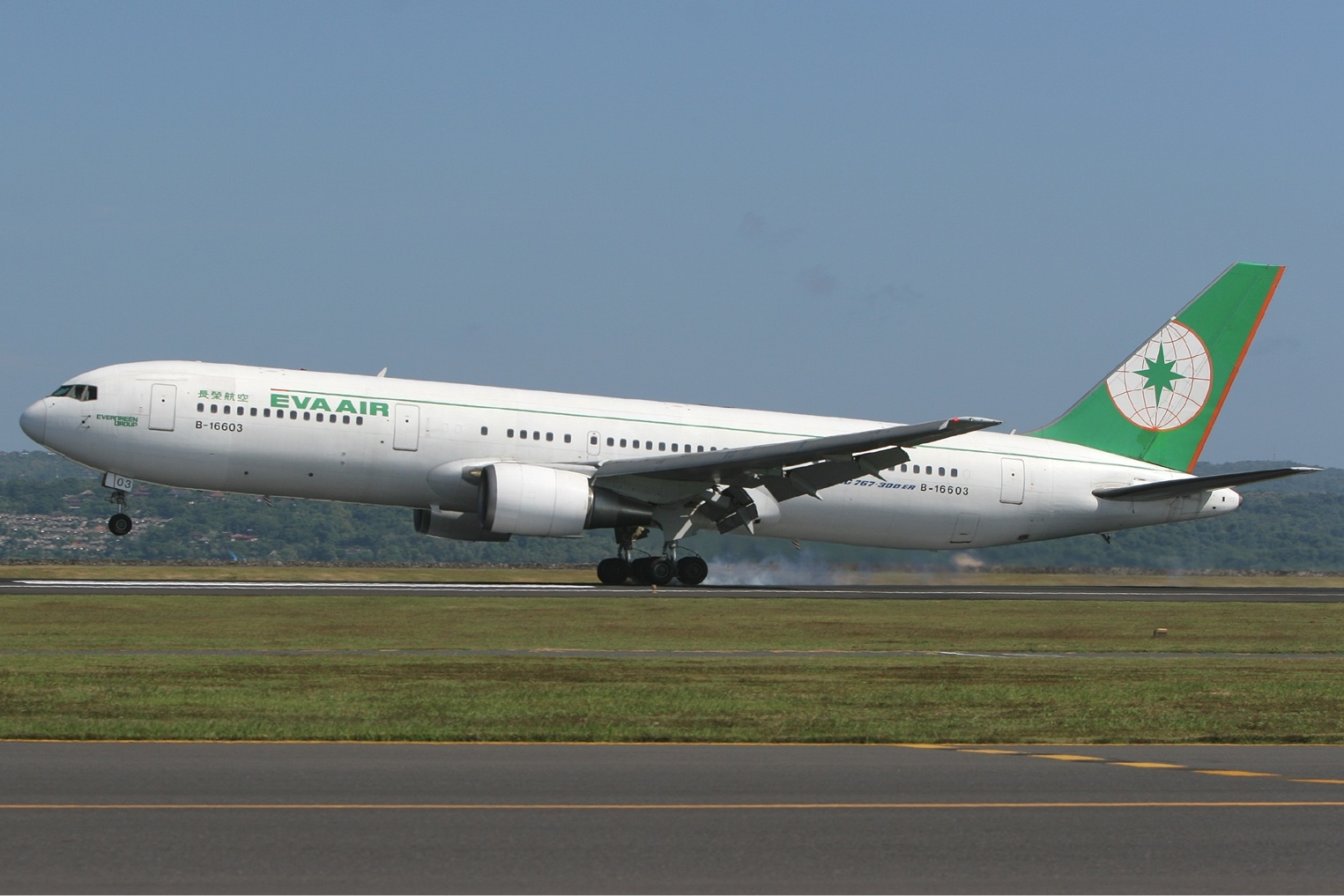
Boeing 767 — перший літак компанії

У вересні 1988 року під час 20-ї річниці з дня заснування Evergreen Group, голова компанії Чанг Юнг-фа оголосив про намір створити першу приватну міжнародну авіакомпанію Тайваню. Авіакомпанія спочатку мала називатися Evergreen Airways. У жовтня 1989 року EVA Airways взяла замовлення на 26 літаків Boeing і від McDonnell Douglas. Авіаперевезення почалися з 1 липня 1991 року з невеликим парком Boeing 767-300ER. Початкові пункти призначення були Бангкок, Сеул, Джакарта, Сінгапур, Куала-Лумпур. До кінця року мережа маршрутів була розширена також додався рейс до Відня.

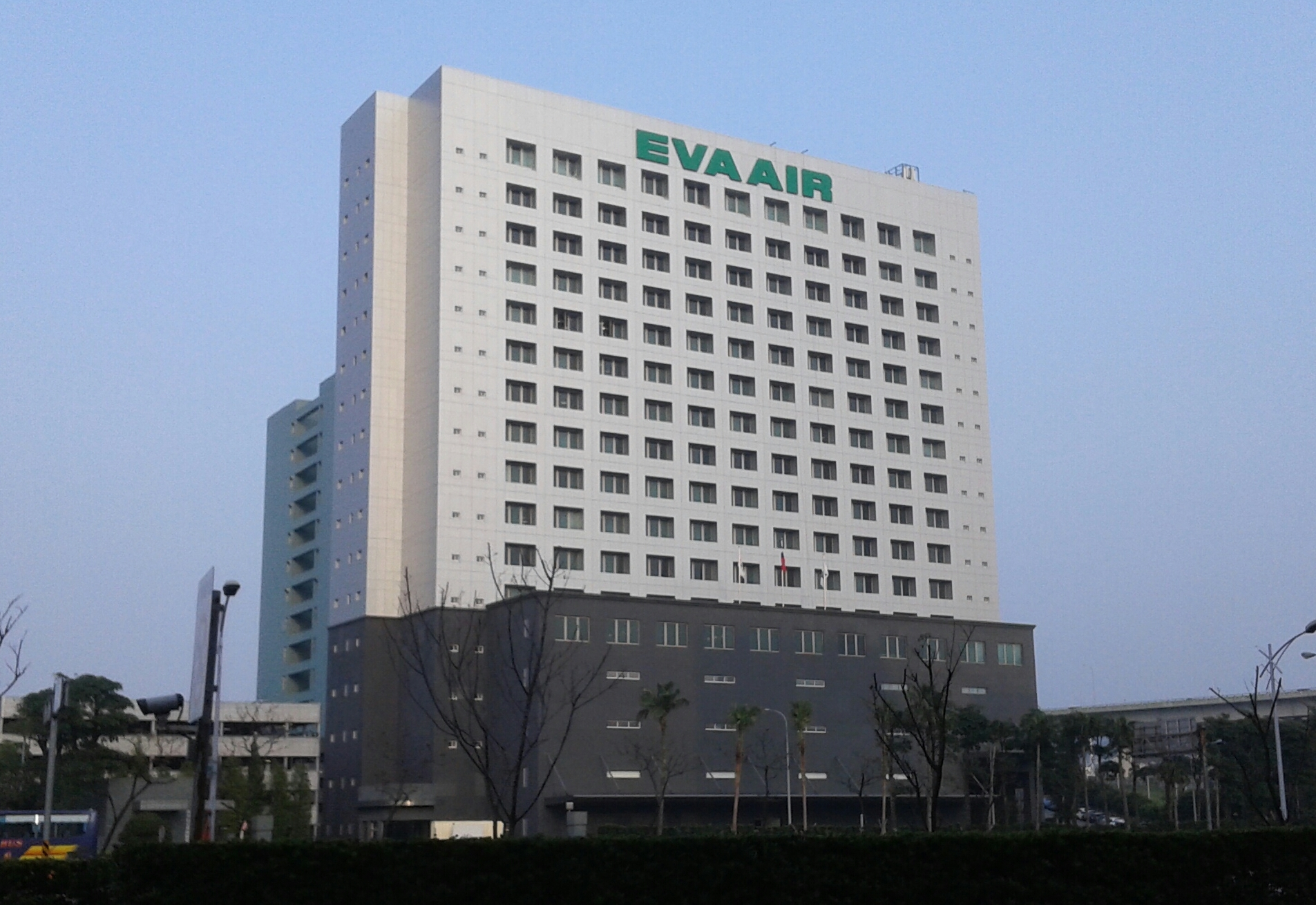
Штаб-квартира

У 1992 році авіакомпанія отримала перший Boeing 747, який став літати в Лос-Анджелес. У 1993 році додалися рейси в Сіетл. У 1994 році EVA Air обслуговує 22 напрямку по всьому світу і перевозить більш як 3 мільйонів пасажирів на рік. У 1997 році авіакомпанія отримала офіційну сертифікацію ISO 9002 в області обслуговування пасажирів, вантажів і послуги з технічного обслуговування. У 1995 році авіакомпанія почала вантажні авіаперевезення на літаку McDonnell Douglas MD-11 у Тайбей, Сінгапур, Пінанг, Сан-Франциско, Нью-Йорку і Лос-Анджелес.

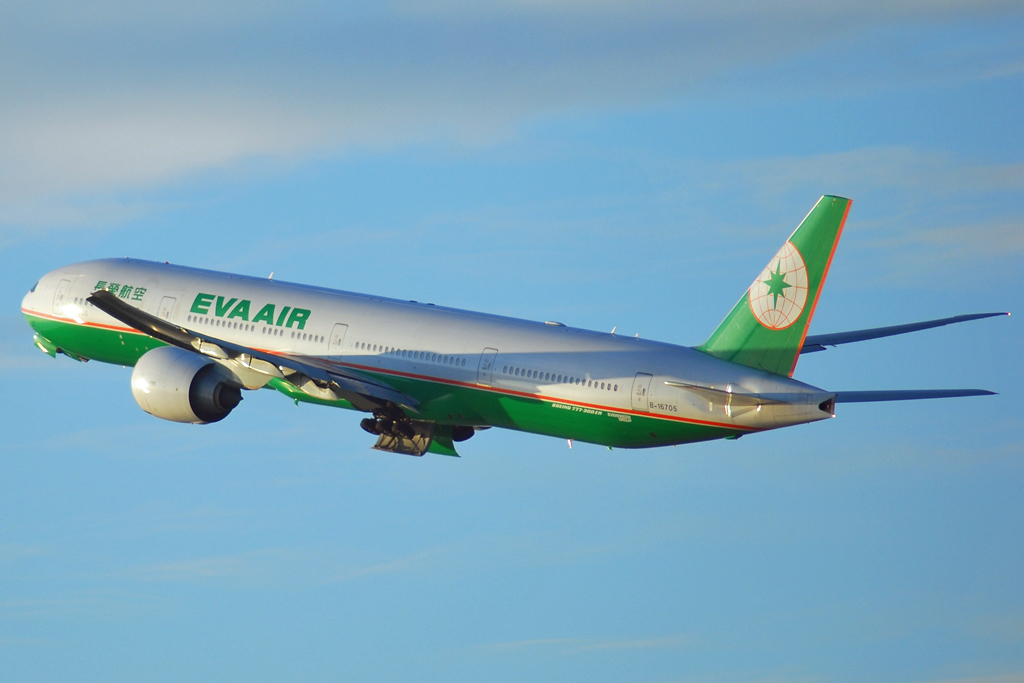
Boeing 777 в забарвленні Eva Air

У 2000 році EVA Air стала оновлювати свій флот на Boeing 777-300ER, Boeing 777-200LR (на рейси в США), Airbus A330 (для рейсів до Азії). У 2001 році, EVA Air почала перераховувати публічні розміщення акцій на Тайванській фондовій біржі. У 2007 році, EVA Air запустила безпересадочні рейси в Нью-Йорк і Париж.
У 2013 році EVA Air стала повноправним членом Star Alliance.
У жовтні 2014 року EVA Air оголосила розширити свою мережу по Північній Америці шляхом додавання нових маршрутів в Х'юстон у 2015 році та Чикаго в 2016 році.
У жовтні 2015 року EVA Air оголосила про свій намір придбати до 24 Boeing 787 Dreamliner і два додаткових 777-300ER.

## Нагороди
Згідно з даними австралійського рейтингового агентства AirlineRatings тайванська авіакомпанія EVA Air посіла 9-е місце в 2016 році.
На початку 2017 року тайванська авіакомпанія EVA Air посіла шосте місце в першій десятці найбезпечніших авіакомпаній в світі.
За версією британського консалтингового агентства компанія Skytrax Eva Airways посіла 6-е місце в рейтингу кращих авіакомпаній світу 2017 року. Також компанія посіла 1-е місце в номінації «найчистіші в світі літаки.

## Флот

### Пасажирський
| Літак            | Кількість | Замовлено |
| ---------------- | --------- | --------- |
| ATR-72           | 2         | -         |
| Airbus A321-200  | 22        | -         |
| Airbus A330-200  | 5         | -         |
| Airbus A330-300  | 5         | 1         |
| Boeing 747-400   | 9         | -         |
| Boeing 777-300ER | 29        | -         |
| Boeing 787-9     | -         | 4         |
| Boeing 787-10    | -         | 18        |

### Вантажний
| Літак              | Кількість | Замовлено |
| ------------------ | --------- | --------- |
| Boeing 747-400BDSF | 4         | -         |
| Boeing 777F        | -         | 5         |
| Boeing 747-400F    | -         | 5         |